# ميغيل انخيل لوتينا
ميغيل انخيل لوتينا (بالإسبانية: Miguel Ángel Lotina)‏ مواليد 18 يونيو 1957، هو لاعب كرة قدم إسباني سابق كان يلعب كمهاجم.

## وصلات خارجية
- ميغيل انخيل لوتينا على موقع قاعدة بيانات كرة القدم.إي يو (الإنجليزية)
- ميغيل انخيل لوتينا على موقع Soccerbase.com (مدرب) (الإنجليزية)
- ميغيل انخيل لوتينا على موقع Soccerway.com (الإنجليزية)
- ميغيل انخيل لوتينا على موقع عالم كرة القدم.نت (الإنجليزية)

- transfermarkt.com
- J.League Data Site (باليابانية)